# Саша Модерц
Саша Модерц (Београд, 1962) српски је италијанист и редовни професор Катедре за италијанистику на Филолошком Факултету у Београду.

## Биографија
Основну и средњу школу је завршио у Италији, а студије италијанистике на Филолошком факултету у Београду 1987. године. Већ следеће године примљен је као лектор за италијански језик на Филолошком факултету. Године 1996. одбранио је магистарски рад Превођење српских прошлих времена на италијански језик, и почео да ради као професор италијанског језика на Филозофском факултету у Никшићу. Од 1997. до 2002. предавао је италијански као изборни језик у Филолошкој гимназији у Београду, а 1999. године унапређен је у звање вишег лектора на Филолошком.
Године 2002. одбранио је и докторску тезу Релативна времена у италијанском језику. Две године касније унапређен је у звање доцента. На Филолошлком факултету у Београду предаје Контрастивну анализу италијанског и српског језика, Фразеологију италијанског језика, Превођење на италијански језик, Семантику италијанског језика. Године 2007. почео је да ради хонорарно на Факултету за стране језике Универзитета Медитеран у Подгорици.